# Ciclope (Marvel Comics)
Ciclope (Cyclops), il cui vero nome è Scott "Slim" Summers, è un personaggio dei fumetti statunitensi pubblicati da Marvel Comics. Creato da Stan Lee e Jack Kirby nel 1963, fa il suo debutto in The X-Men n. 1 (settembre 1963).
È un supereroe mutante appartenente al supergruppo degli X-Men. Fa parte della squadra originale reclutata dal Professor X.
Il sito internet IGN ha inserito Ciclope alla 39ª posizione nella classifica dei cento maggiori eroi della storia dei fumetti, dopo il Dottor Strange e prima di Mister Fantastic.

## Biografia del personaggio

Il primo costume (sinistra) e l'ultimo costume (destra) di Ciclope, disegnati da Medina/Talajic

Da bambino Scott e suo fratello Alex persero apparentemente il padre e la madre nel corso di un incidente aereo, mentre in realtà i loro genitori vennero rapiti dagli Shi'ar. Durante l'incidente Scott adoperò per la prima volta i suoi poteri mutanti, usando i suoi raggi ottici per attutire la caduta sua e del fratello. Inoltre, dopo l'incidente, il fratello Alex venne adottato mentre Scott rimase in coma per tre anni e poi venne tenuto per lungo tempo in un orfanotrofio.
I suoi poteri si manifestarono nuovamente non appena il ragazzo uscì dal coma, e con suo orrore, non riuscendo a controllare i raggi che gli uscivano dagli occhi, rimase con gli occhi bendati per quasi un anno; fortunatamente il direttore dell'istituto in cui era ospitato (il quale si scopri poi essere Sinistro) gli procurò degli occhiali al quarzo rubino, unico materiale che potesse bloccare i suoi raggi ottici.
Anni dopo, durante una passeggiata in città, Scott fu costretto a usare i propri poteri per salvare un bambino da un incidente, la folla spaventata ritenne però che fosse stato lui a provocare il disastro e cercò di attaccarlo. Scott venne salvato dal Ladro Diamante, il quale voleva usare i poteri del giovane Summers per scopi malvagi: fu allora che comparve Charles Xavier che bloccò con i propri poteri il criminale.
Charles invitò Scott nei suoi primi X-Men, dei quali divenne il leader indiscusso, assumendo il nome in codice di Ciclope (Cyclops in inglese). Durante le sue missioni s'innamorò follemente di Jean Grey, con cui ebbe una relazione profonda e movimentata.
Durante la spedizione sull'isola di Krakoa gli X-Men vennero catturati, Ciclope riuscì a fuggire e guidò la seconda generazione di X-Men al salvataggio della prima con successo, ma molti X-Men della prima generazione lasciarono la squadra. Scott Summers rimase però il punto di riferimento all'interno della nuova squadra, continuando ad esserne il leader.
La sua relazione con Jean continuò, malgrado lei non facesse più parte ufficialmente degli X-Men. Però nel corso di una missione nello spazio, a cui lei si era aggregata, Jean si sacrificò per i compagni: dovette infatti usare i suoi poteri telecinetici per schermare e proteggere la navetta dove si trovavano, dall'impatto con l'atmosfera.
Scott fu sconvolto dalla perdita della sua compagna, l'unica cosa positiva di quel periodo fu quella di poter incontrare il padre, che credeva morto, anche se i rapporti tra i due non furono mai troppo amichevoli fino a Gli Incredibili X-Men 138 (Papà).
In realtà però la presunta morte di Jean assunse degli aspetti imprevisti. La forza Fenice, un'entità cosmica di grande potere, abitante nello spazio, commossa dal gesto di sacrificio della donna, scelse apparentemente Jean come sua ospite, riportandola alla vita.
La Forza Fenice assunse dunque le sembianze di Jean e rientrò nel gruppo degli X-Men con poteri amplificati.
Sfortunatamente il perfido Mastermind, agendo sulla sua psiche, causò la sua trasformazione in Fenice Nera, un'entità capace di divorare intere galassie, grazie agli sforzi di Scott e degli altri X-Men, Fenice comprese l'entità del pericolo che rappresentava, perciò si sacrificò per salvare l'universo. Questa nuova morte lasciò Scott un'altra volta prostrato.
In seguito Ciclope sposò Madelyne Pryor, che in realtà era un clone di Jean creato appositamente da Sinistro per ingannarlo e per portare a termine i suoi esperimenti genetici: difatti dalla unione del DNA dei Summers con quello dei Grey nacque un potentissimo mutante chiamato Cable.
Il matrimonio però si infranse quando i Fantastici Quattro trovarono il bozzolo dove in realtà l'entità Fenice aveva raccolto il corpo della vera Jean e la fecero resuscitare.
Scott tornò perciò con il suo grande amore e prese la guida della squadra governativa X-Factor, raccogliendo attorno a sé gli X-Men originari. Nel corso degli eventi Scott e Jean riuscirono finalmente a sposarsi.
Il bambino avuto con Madelyne però fu infettato da un virus sconosciuto; portato nel futuro per salvarlo, ritornò poi nel passato come il suddetto Cable.
Il ritorno di Cable coincise anche un grande attacco di Apocalisse. Scott fu costretto a fondersi con il malvagio mutante per salvare il figlio ed i suoi amici, fu così creduto da tutti morto per alcuni mesi, finché Jean non riuscì a liberarlo, ma era stato contagiato dall'animo malvagio del supercriminale con cui era stato costretto a unirsi. Infatti le cose tra lui e Jean non funzionarono più, ancora una volta Scott aveva paura di se stesso e dei pensieri funesti causati dalla sua fusione con Apocalisse. Chiese così alla psicologa e X-Woman Emma Frost di aiutarlo, ma lei attratta da Scott iniziò a corteggiarlo e di lì a poco iniziarono ad avere una relazione telepatica.
Quando Jean scoprì la cosa andò su tutte le furie e Scott fu portato via da Wolverine in una missione segreta; i due tornarono in tempo per impedire a Magneto di conquistare New York, durante lo scontro Jean venne uccisa da Magneto e il professor Xavier partì per una meta segreta lasciando ad un Ciclope distrutto dai rimorsi la decisione di riaprire o meno la scuola.

Ciclope con altri X-Men

 Scott decise di mandare avanti la scuola col suo nuovo amore, Emma, e gestire assieme a lei una squadra di X-Men composta da: Shadowcat, Bestia e Wolverine. La nuova squadra si trova a fronteggiare l'alieno Ord, il quale teneva prigioniero da anni l'X-Man Colosso, e Danger (l'incarnazione della stanza del pericolo). Si assiste anche alla resurrezione di Fenice Nera: sebbene in circostanze tragiche, Scott riesce finalmente a chiarirsi con l'ex moglie e il loro amore permette la trasformazione di Jean in Fenice Bianca, la quale è costretta immediatamente a sacrificarsi.

### House of M
In House of M Scott è sposato con Emma e di professione fa il pilota. È uno dei primi supereroi a venir svegliato da Logan grazie ai poteri di Layla Miller. Scott viene eletto capo della congrega di eroi pronti ad assalire la fortezza di Magneto, in virtù del suo carisma e della sua abilità tattica, doti che lo rendono ancora più indispensabile considerata l'assenza di leader esperti come Capitan America e Reed Richards.
Ciclope, dopo gli eventi di House of M deve badare ai pochi studenti mutanti della sua scuola e agli altri rifugiati mutanti che sono all'istituto. Scopre anche di avere un altro fratello, Gabriel ovvero Vulcan: Scott è venuto a sapere che il professor Xavier ha tenuto l'esistenza di Gabriel segreta per anni, in quanto lo credeva morto durante la sua prigionia a Krakoa; infatti, prima di Wolverine, Nightcrawler e gli altri, Xavier costituì un'altra squadra di mutanti, capeggiato appunto da Gabriel, ma priva del corretto addestramento, che rimase uccisa durante la missione di salvataggio. Questa scoperta ha provocato una rottura tra Scott ed il suo mentore.

### Civil War
Ciclope, assieme a Wolverine e alcuni altri compagni, è presente alla riunione tra supereroi al Baxter Building ma allo scoppio della Civil War, gli X-Men decidono di rimanere neutrali e di non schierarsi con nessuna delle due fazioni.
Quando alcuni membri della X-Force (Domino, Shatterstar e Calibano) penetrano nello Xavier Institute riuscendo a liberare i 198 mutanti costretti dal Governo a rimanere all'interno della villa, alcuni X-Men intervengono per impedire la liberazione, ma alla fine Scott decide di lasciarli fuggire, provocando l'ira di Alfiere, che si unirà allo schieramento di Iron Man.
Successivamente Scott e altri (l'Uomo Ghiaccio, la Bestia e Arcangelo) tra gli X-Men originali decidono di mettersi sulle tracce dei mutanti fuggiaschi.

### World War Hulk
Nonostante le incomprensioni con Xavier, Scott decide di impedire a Hulk di rapire il professore, dando ordine a tutti gli X-Men di attaccare il Golia Verde, nonostante Xavier si fosse consegnato spontaneamente.

### Astonishing X-Men
In uno scontro con il nuovo Club infernale, che ha portato all'apparente tradimento di Emma Frost, Ciclope ha subito una lobotomia telepatica da parte della stessa Emma, che lo ha inibito dall'uso dei suoi poteri, pur non privandolo di essi.

### Messiah Complex
Venuto a sapere da Xavier della nascita del primo mutante post-Decimation, Scott si mette alla guida della squadra per andare a recuperarlo; arrivato a Cooperstown, Alaska trova però la città messa a fuoco e fiamme dai Purificatori, un gruppo di discepoli del reverendo William Stryker, dediti allo sterminio della razza mutante. Scott sospetta che i Marauders di Sinistro abbiano preso il neonato prima dei Purificatori, per cui sta organizzando un piano di ricerche per ritrovarlo, aiutato dagli X-Factor di Jamie Madrox.

### Secret Invasion e Dark Reign
Durante l'invasione degli alieni Skrull, Scott guida gli X-Men nella battaglia a San Francisco.
Dopo aver visto la presentazione televisiva degli Oscuri Vendicatori, Ciclope decide di utilizzare la spada Muramasa per uccidere Daken, quindi parte con alcuni X-Men, ma Daken riesce a sottrargli l'arma e a usarla per potenziare i suoi artigli.

### Utopia
Durante l'ascesa degli Oscuri X-Men, Scott escogita un piano geniale per ostacolare Osborn. Teletrasporta gli X-Force ad Alcatraz per liberare i prigionieri. All'arrivo degli Oscuri X-Men, Namor ed Emma li tradiscono, mettendo fuori combattimento Daken e Mimo. In seguito, vengono teletrasportati sull'asteroide M, ora ribattezzato Utopia. Scott dichiara tramite una diretta televisiva mondiale, l'indipendenza dei mutanti dal governo degli Stati Uniti. Ma Norman Osborn ha visto tutto, furioso per il tradimento, ordina ai suoi Vendicatori e a quel che rimane degli Oscuri X-Men di raggiungere l'asteroide M e uccidere tutti i mutanti.
Durante la battaglia tra gli X-Men e gli Oscuri Vendicatori, Ciclope viene malmenato da Iron Patriot. Osborn è sul punto di ucciderlo, ma notando la superiorità degli X-Men rispetto a quella dei Vendicatori, decide di ritirarsi insieme alla sua squadra. Poco dopo, Scott confessa ad Emma tutti i suoi segreti e i due si riappacificano baciandosi.

### Scisma
A seguito delle incomprensioni sempre maggiori tra Ciclope e Wolverine, gli X-Men arrivano a dividersi: alcuni rimangono ad Utopia con Summers, altri seguono Wolverine, che fonderà poi la Jean Grey School for Higher Learning.

### Avengers VS X-Men
Questo ciclo narrativo prende avvio dopo che la forza cosmica della Fenice viene avvistata in rapido avvicinamento verso la Terra. Su Utopia Ciclope sta addestrando con forza e rigore Hope, il messia mutante, che si pensa destinata ad essere la prossima ospite della Fenice: egli è infatti convinto che la Fenice sia l'unica speranza per annullare la Decimazione e far tornare nel mondo nuovi mutanti.
Capitan America arriva su Utopia con lo scopo di prendere in custodia Hope, temendo al contrario che l'unione tra la ragazza e la potenza cosmica possa provocare dei disastri. Per impedirglielo Scott attacca il Capitano, che chiama a raccolta i Vendicatori, inizia perciò uno scontro tra i Vendicatori e gli X-Men. Mentre Utopia viene occupata dai nemici, Ciclope fugge grazie a Magik e cerca di trovare Hope (che è a sua volta fuggita prima che i Vendicatori la prendessero). La ragazza viene raggiunta da entrambi i gruppi che la cercano sulla Zona Blu della Luna. Qui Iron Man, per impedire l'unione tra Hope e la potenza cosmica, colpisce la Fenice con un particolare raggio di sua nuova invenzione. La Fenice si divide perciò in cinque frammenti e sceglie come ospiti Ciclope, Colosso, Emma Frost, Magik e Namor, che diventano i semi-onnipotenti Cinque della Fenice.
I Cinque iniziano a rimodellare il mondo secondo il sogno di Charles Xavier, ma ben presto scoppiano le rivalità e iniziano a comportarsi in modo arrogante. L'unica che riesce a ferire i Cinque è Scarlet, la strega mutante. A seguito della caduta di Namor, Colosso e Magik, i loro frammenti di Forza Fenice passano a Scott e ad Emma, rendendoli più potenti ma anche più corrotti. Dopo essere stato danneggiato seriamente, nella mistica città di Kun Lun, da Hope, che ha assorbito i poteri di Scarlet, Ciclope viene attaccato da tutti i Vendicatori e, per avere più potenza, attacca e sconfigge Emma. Dotato ora del potere completo della Fenice, Ciclope uccide un infuriato Charles Xavier, trasformandosi in Fenice Nera.
Ciclope/Fenice Nera inizia a devastare il mondo e a sconfiggere tutti i Vendicatori e gli altri X-Men (che gli si sono rivoltati contro), finché non viene fermato da Hope e Scarlet. Gli appare Jean Grey, che lo invita a lasciare andare la Forza Fenice. Questa viene assorbita da Hope, che consumandone l'energia, la utilizza per far rinascere nuovi mutanti nel mondo. Dinanzi a questo risultato ormai inaspettato, Scott dichiara che, nonostante i lutti provocati, se tutto ciò che ha fatto ha portato alla nascita di nuovi mutanti, allora rifarebbe tutto di nuovo, accetta quindi il suo destino, si arrende e si fa prendere in custodia.
In seguito Summers viene arrestato e portato in una prigione speciale, dove gli vengono imposti anche degli occhiali appositi per impedirgli di usare i propri poteri. In prigione riesce a comunicare con Magneto tramite un trucco con particelle metalliche; inoltre è evidente che ben presto gli altri carcerati lo uccideranno, è solo questione di tempo, ma comunque decide di non farsi liberare, accettando la punizione. Sempre in prigione fa anche amicizia con un ragazzo che ha scoperto da poco di possedere dei poteri mutanti. Il giovane viene tuttavia massacrato e ucciso dagli altri carcerati razzisti, che si erano messi d'accordo con le guardie. Allora Ciclope cambia idea e chiede di essere aiutato. Magneto, Danger e Magik irrompono nella prigione e lo fanno evadere, non prima di aver esiliato nel Limbo i responsabili dell'assassinio e di aver sfregiato il direttore della prigione, imprimendogli il marchio della X sul volto. Nell'epilogo, si vedono Ciclope e i suoi nuovi alleati che parlano di ritornare a essere X-Men, di nuovo odiati, temuti e salvatori del mondo.

### Death of X
Durante una spedizione all'isola Muir infestata dalle Nebbie Terrigene, Ciclope viene infettato e muore in un laboratorio tra le braccia di Emma Frost. Per dargli però una morte da eroe e da leader lei crea un'illusione che convince i mutanti a combattere gli inumani e distruggere una delle due nebbie terrigene che vagano per il mondo trasportate dai venti. Alla fine del prologo Emma fa andare l'illusione di Ciclope verso Medusa e Freccia Nera per dichiarare loro l'inizio della guerra tra Inumani e Mutanti per poi attaccare i reali e venire ucciso da un urlo del re.

### Extermination
Dopo una lunga battaglia per i nuovissimi X-Men (Narrata in X-Men blu 18 e 19) si vede nelle ultime pagine del fumetto Ciclope, fatto risorgere da Cable, che viene avvisato da quest'ultimo di un evento mortale per gli X-Men che sta per accadere.

### Age of X-Man
Dopo essere tornato in vita grazie alla versione più giovane di Cable, Scott scopre che tutti gli X-Men sono svaniti.
Deciso a ricreare una nuova squadra di X-Men si allea con Wolverine (Anche lui risorto nella miniserie il ritorno di Wolverine) e inizia a reclutare gli ultimi mutanti rimasti sulla terra.
Dopo una lunga battaglia gli X-Men tornati dall'Era di X-Man insieme alla squadra di Ciclope si uniscono per difendere la razza mutante.

### House of X
Nella serie House of X e Powers of X Ciclope è profondamente cambiato ed è diventato uno dei membri del consiglio mutante.

## Personalità
Ciclope è il leader naturale degli X-Men come dimostra Wolverine, che ritiene Scott Summers uno degli esseri più potenti del pianeta, sia per i suoi enormi poteri, sia per le sue abilità da leader.
Una delle caratteristiche principali della personalità di Ciclope è stata a lungo il timore di poter fare del male con i suoi poteri: questo lo ha portato il più delle volte a non sfruttarli al massimo della loro potenza, temendo di perderne il controllo.
La sua onestà, il suo rigore morale, la sua capacità di far gruppo, hanno fatto sì che il professor Xavier lo scegliesse come leader degli altri mutanti. Anche dopo l'avvento della nuova formazione del 1975, Ciclope rimase a capo della squadra.
Ciclope, nel mondo degli X-Men, rappresenta l'incarnazione del motto dell'universo Marvel - resa celebre con l'Uomo Ragno - «da grandi poteri derivano grandi responsabilità». Per queste sue caratteristiche, il personaggio generalmente si trova in opposizione a Wolverine, più impulsivo in combattimento e spesso definito "il mutante più pericoloso della terra", ma meno propenso al lavoro di squadra e con minori remore morali. Anche se a partire dal ciclo narrativo di Utopia una parte di queste remore sono iniziate a sparire, mostrando un carattere più dark e spietato.
Ciclope ha rappresentato per un lungo periodo l'ala moderata dei mutanti, che si contrappone alla visione di Magneto, e altri leader mutanti, che considera i mutanti Homo superior, cioè lo scalino successivo nella scala evolutiva rispetto all'Homo sapiens nell'universo Marvel. Ciclope ha infatti accettato la filosofia del professor Xavier, per la quale i mutanti devono ricercare attivamente e costantemente il dialogo ed ogni forma di convivenza con gli umani privi di superpoteri, che li considerano generalmente una minaccia. La controversa e non ancora completamente realizzata integrazione dei mutanti nella società è una metafora dell'accettazione delle minoranze razziali e sociali (disabili, omosessuali, ecc.) da parte dell'opinione pubblica.
Poco prima del ciclo narrativo AvX, Ciclope mostra di essersi spostato su posizioni più vicine a quelle di Magneto, mostrandosi quasi pronto a tutto pur di salvare la razza mutante ormai in estinzione.

## Poteri e abilità

### Raggi ottici
Il DNA mutante di Scott Summers gli fornisce la capacità di assorbire costantemente l'energia presente nell'ambiente che lo circonda, come ad esempio l'energia dei raggi solari o quella elettrostatica presente nell'aria, di immagazzinare per lungo tempo questa energia all'interno del proprio corpo, metabolizzarla e poi rilasciarla attraverso potentissime scariche energetiche che proietta dai suoi occhi sotto forma di raggi di colore rosso. Questi raggi sono composti di forza cinetica bruta, quindi non sono dei laser; di per sé non bruciano e non tagliano, ma la quantità di forza che sprigionano può provocare degli effetti secondari, come appunto il calore provocato dall'attrito su una superficie investita dal colpo.
A causa di un danno al cervello rimediato in seguito all'incidente aereo in cui venne coinvolto assieme al fratello Havok, Ciclope non è mai riuscito a controllare coscientemente questi suoi raggi ottici: perciò egli è costretto ad indossare sempre degli occhiali o visori con lenti al quarzo rubino che lo aiutino a tenerli sotto controllo, senza costringerlo a tenere gli occhi costantemente chiusi.
La potenza che Ciclope potrebbe generare con i suoi raggi viene sempre descritta come enorme. Nei fumetti è stato addirittura affermato che la potenza dei suoi raggi ottici supera la capacità di quattrocentocinquanta gigawatt. (equivalente ai gigawatt installati in tutte le centrali nucleari mondiali nei primi decenni degli anni 2000, la cui potenza media era di un singolo gigawatt).
Però, se necessario, Ciclope, indossando i suoi visori, può regolare parecchio la forza dei suoi colpi ottici, contenendola ed indirizzandola con precisione millimetrica su di un obiettivo (ad esempio stordendo uno studente rivoltoso, con un colpo ottico sul naso della potenza di un semplice pugno). In certi fumetti egli regola l'apertura dei visori manualmente, in altri invece viene descritto come l'apertura venga regolata direttamente da alcuni movimenti dei suoi muscoli facciali.
Nel corso degli episodi degli X-Men, Ciclope ha dimostrato un'altra capacità legata alla sua mutazione: può calcolare le traiettorie dei suoi colpi ottici con una precisione tale che gli permette, ad esempio, di riuscire a colpire con un solo colpo, fino ad otto diversi avversari, semplicemente facendo deflettere quell'unico colpo su più superfici riflettenti.
In alcuni casi Ciclope si è anche prestato quale canalizzatore dell'energia di altri personaggi, ad esempio assorbendo in un momento di emergenza la potenza di un fulmine di Tempesta, reindirizzandola poi con precisione attraverso i suoi raggi ottici, anche se una tale operazione è risultata per lui molto dolorosa. I fratelli Summers, quindi Ciclope, Havok e Vulcan, sono reciprocamente immuni ai poteri degli altri, ed è stato dimostrato che Ciclope può utilizzare l'energia rilasciata da Havok per ricaricarsi rapidamente senza problemi.
In generale l'enorme potenza generata, la velocità di reazione e la precisione nel colpire e nel calcolo delle traiettorie, frutto di lunghi addestramenti, costituiscono un serio pericolo per qualsiasi avversario Ciclope si trovi di fronte, tanto è vero che è stato in grado di affrontare con successo personaggi dalla potenza enorme del mondo Marvel, come Hulk o Gladiatore.
I poteri dei raggi ottici di Ciclope sono successivamente diventati instabili o incontrollabili, costringendolo quindi ad usarli di rado per evitare di provocare devastazioni. Nei fumetti inizialmente era stato ipotizzato che questa alterazione fosse dovuta all'eccessiva esposizione alla Forza Fenice; in realtà è stato poi rivelato che i poteri di Scott (come anche di Emma Frost, Colosso, Magneto e Magik) sono stati alterati da Bestia Nera, che di nascosto ha iniettato dei naniti nel loro sangue. Apocalisse definisce Ciclope come mutante di livello Alpha dati i suoi poteri che (secondo Apocalisse stesso) non usa a pieno per evitare di perdere il controllo di essi e causare distruzione.

### Leadership e abilità strategica
Ciclope ha passato gran parte della propria carriera da supereroe a capo degli X-Men, infatti un'altra sua caratteristica riconosciuta è la sua indubbia capacità di leadership. Il Professor Xavier scelse proprio Scott come leader degli X-Men, sia perché aveva riconosciuto in lui la capacità di guadagnarsi la fiducia e poi di guidare efficacemente gli altri X-Men, sia perché possedeva grandi doti strategiche, dimostrate in seguito più di una volta; tuttora la maggior parte degli X-Men spontaneamente obbedisce con solerzia ai suoi ordini, vista la sua dimostrata abilità nell'elaborare in brevissimo tempo le migliori strategie vincenti di fronte alle diverse situazioni. Nick Fury ha affermato che le abilità tattico-strategiche di Scott danno il loro meglio nelle situazioni di tensione, sottolineando che quanto meno Scott pensa ad una decisione, tanto meglio essa si rivelerà vincente. Maria Hill pensa che Ciclope sia uno dei più brillanti strateghi mai esistiti, sempre 10 passi avanti rispetto a qualsiasi altro.
Sebastian Shaw sottolinea questa abilità di Ciclope, riflettendo su come Scott sia stato capace di prendere vantaggio, sfruttando l'unico punto debole nelle difese del Club Infernale ed anzi usandolo per ribaltare completamente una situazione in cui gli X-Men erano in grave difficoltà e pericolo. In un'altra occasione Ciclope dimostra le sue capacità tattico-strategiche dovendo combattere proprio contro i suoi stessi compagni X-Men: in questo episodio gli X-Men vengono mentalmente manipolati da un nemico a credere che Ciclope sia posseduto dalla Fenice Nera, perciò essi lo attaccano; dopo essere rimasto gravemente ferito, combattendo contro Colosso, Nightcrawler e Tempesta ed averli battuti, Ciclope fugge e li attira assieme a Rogue, Wolverine e Shadowcat dentro uno scenario della "Stanza del Pericolo"; là dentro, con abilità Ciclope li fa separare e poi li mette fuori combattimento tutti e sei, uno alla volta, sfruttando i loro punti deboli, il tutto avendo ancora alcune costole rotte.

### Maestro in arti marziali ed altro
Ciclope si allena costantemente in diverse arti marziali e in altre tecniche di difesa ed attacco, è pertanto un eccellente combattente nel corpo a corpo, esperto in quasi tutte le tecniche di combattimento (in particolare è cintura nera di Judo e Aikidō) ed è inoltre abile nell'uso di diverse armi. Ciclope, come maestro di queste arti, ha insegnato ai suoi studenti a combattere senza basarsi sempre e soltanto sui loro poteri da mutanti, infatti in certe occasioni questi poteri possono venire negati o manipolati dai nemici, o ci si può trovare in situazioni in cui non si possono proprio adoperare o possono addirittura risultare controproducenti.
Ciclope è anche un espertissimo pilota di aerei e di altri oggetti volanti.
Ciclope grazie alla lunga esperienza avuta con potenti telepati come il Professor X, Jean Grey ed Emma Frost, e quindi agli insegnamenti che ha ricevuto da loro, ha imparato l'abilità di saper gestire ed anche contrastare le intrusioni telepatiche nella propria mente. Egli ha infatti creato al centro della propria mente un nucleo dove custodisce l'essenza di sé stesso, dei propri pensieri e dove sono nascosti i suoi segreti, un nucleo difeso da forti barriere psichiche e che all'interno è organizzato come un labirinto, dentro al quale rischia di restare intrappolato chi si intrufola telepaticamente.

### Potenzialità genetiche
Il materiale genetico presente nel DNA di Scott Summers viene tenuto in altissimo conto dal malvagio scienziato genetista Sinistro: esso infatti ha delle enormi potenzialità e combinandosi con quello di altri personaggi (soprattutto quello di Jean Grey) ha dato vita ad alcuni tra i più potenti mutanti esistenti.

### Poteri cosmici
Come già per sua moglie Jean Grey e poi la sua compagna Emma Frost, anche Scott Summers si è ritrovato ad ospitare per un certo periodo l'entità Fenice, nel corso nelle vicende degli X-Men. Nell'arco narrativo Avengers VS X-Men infatti è proprio la Fenice ridotta in frammenti a scegliere Scott come uno dei suoi ospiti. Di conseguenza a Ciclope vengono garantiti enormi poteri a livello cosmico, che gli permettono di riplasmare la Terra a piacimento e di sconfiggere potentissimi supereroi.

## Parentele e relazioni conosciute
- Jean Grey, per molto tempo è stata l'amore della vita, la compagna ed in seguito la seconda moglie di Scott, è deceduta ed è stata assorbita nel nucleo di incubazione della Forza Fenice, dalla quale a volte appare per comunicare con Scott.
- Madelyne Pryor, è stata la prima moglie, deceduta e reincarnata diverse volte; dal punto di vista genetico è un clone di Jean Grey creato da Sinistro per sedurre Scott.
- Rachel Grey/Summers è la figlia proveniente da una realtà alternativa, frutto dell'unione con Jean Grey, è una mutante di livello omega.
- Nathan Christopher Summers, alias Cable è il figlio nato dall'unione con Madelyne Pryor, è un mutante di livello omega, ma impiega gran parte dei suoi poteri per contenere il virus che l'ha colpito.
- Nate Grey, alias X-man, proviene dalla linea temporale alternativa conosciuta come L'era di Apocalisse, è stato creato da Sinistro in quella realtà, combinando materiale genetico di Scott e di Jean; è un altro mutante di livello omega.
- Stryfe è un clone di Cable e quindi un figlio di Scott dal punto di vista strettamente genetico.
- Alex Summers, alias Havok è il fratello minore di Scott.
- Christopher Summers è il padre di Scott, si pensa che sia deceduto.
- Gabriel Summers, alias Vulcan, è l'altro fratello minore di Scott, per lungo tempo creduto morto, è un mutante di livello omega.
- Emma Frost, è stata la compagna di Scott per un lungo periodo, dopo la morte di Jean.
- Ruby Summers, una figlia di Scott ed Emma, incontrata nel futuro dai membri di X-Factor Investigations Layla Miller e Jamie Madrox; ha poteri mutanti: come il padre può proiettare raggi ottico/cinetici, ma di colore nero, invece come la madre il suo corpo può trasformarsi in un cristallo organico durissimo, di colore rosso rubino.
- Nel futuro alternativo narrato nella miniserie X-Men: The End Scott ed Emma si sono sposati ed hanno avuto ben quattro figli: Megan, Alex e due gemelle, tutti dotati di notevoli poteri mutanti.
- Nel futuro alternativo narrato nella miniserie X-Men: The End Gambit è stato creato da Sinistro clonando sé stesso con l'aggiunta di materiale genetico proveniente da Scott

## Altre versioni

### Ultimate
La versione Ultimate di Ciclope è una di quelle che meno differiscono dalla sua controparte classica. Hanno in comune di essere membri fondatori della squadra, di essere dei leader e di godere di particolare fiducia da parte del Professor Xavier. Rispetto al classico Ciclope, questo è più rigido e intransigente e ha meno scrupoli. Anche in questa versione Ciclope ha una tormentata relazione sentimentale con Jean Grey, complicata dall'arrivo nel gruppo di Wolverine.
In Ultimatum uccide Magneto ed alla fine perse la vita per un colpo in testa da parte di un cecchino.

### Ciclope O5 o Giovane Ciclope
Bestia si è recato nel passato ed ha convinto gli originali giovani 5 X-Men (da qui l'indicazione O5, Original Five, per distinguerli dai loro corrispettivi adulti) a seguirlo nel futuro, dopo gli eventi capitati nell'arco narrativo Avengers VS X-Men. Ciclope e gli altri X-Men ancora adolescenti, si decidono a questo passo per cercare di convincere le loro controparti adulte a cambiare le loro posizioni, onde evitare il disastro di cui ha parlato loro Bestia. Vengono così a conoscenza di molti eventi che riguarderanno le loro vite e, nonostante il parere di molti che li vorrebbero rimandare indietro, decidono di fermarsi in quell'epoca per vedere di provare a sistemare le cose. Restano però intrappolati nel futuro, creando un paradosso spazio temporale ed iniziando così tutta una serie di nuove vicende che li riguardano.
Inizialmente il giovane Ciclope e gli altri O5 si fermano come ospiti nella Jean Grey School, guidata da Wolverine, Bestia, Shadowcat e Tempesta, ma dopo l'intervento di una confraternita di mutanti malvagi dal futuro, che li vorrebbe costringere a tornare indietro nel passato, prendono le posizioni di Ciclope adulto e accompagnati da Shadowcat (che anche lei ha rivisto la propria posizione), si recano nella sua base segreta. Lì la giovane Jean Grey viene rapita dagli Shi'ar che la processano per i crimini che compirà da adulta. Ciclope O5 perciò partecipa ad una spedizione nello spazio per andare a liberarla guidata dai Guardiani della Galassia, ed in questa occasione ha l'occasione di conoscere per la prima volta suo padre Corsaro. Dopo la liberazione di Jean il giovane Ciclope, anziché tornare sulla Terra assieme agli altri, decide di restare nello spazio per approfondire la sua conoscenza con il padre appena ritrovato.

### Amalgam
Nell'universo Amalgam, unendosi a Ray, eroe della DC Comics, Scott dà vita ad Apollo alias Ray Summers, membro della JLX.

## Altri media

### Televisione
Ciclope è stato uno dei protagonisti di tutte le serie animate dedicate agli X-Men:
- Insuperabili X-Men
- X-Men: Evolution
- Wolverine e gli X-Men
- Wolverine
- X-Men
- X-Men '97

Inoltre va menzionato la sua partecipazione anche all'episodio pilota di una serie a cartoni animati che non fu trasmessa, intitolata L'audacia degli X-Men, datato 1989.
Ciclope è comparso come guest-star anche in altre serie animate della Marvel Comics come The Marvel Super Heroes, L'Uomo Ragno e i suoi fantastici amici, Spider-Man - L'Uomo Ragno, Black Panther, Super Hero Squad Show, Avengers - I più potenti eroi della Terra e Disk Wars: Avengers.

### Cinema

#### Serie di filmX-Men
Nella serie di film X-Men, Ciclope è interpretato da James Marsden da adulto, e da Tim Pocock e Tye Sheridan da adolescente. Compare in:
- X-Men (2000)[16]
- X-Men 2 (2003)[17]
- X-Men - Conflitto finale (2006)[17]
- X-Men le origini - Wolverine (2009)[18]
- X-Men - Giorni di un futuro passato (2014)[19]
- X-Men - Apocalisse (2016)[20]
- Deadpool 2 (2018)[21]
- X-Men: Dark Phoenix (2019)[22]

#### Marvel Cinematic Universe
- Avengers: Doomsday (2026)

### Videogiochi
Ciclope è stato protagonista di un gran numero di videogiochi:
- The Uncanny X-Men
- X-Men: Madness in Murderworld
- X-Men II: The Fall of the Mutants
- X-Men: Children of the Atom
- X-Men: Mutant Apocalypse
- Spider-Man and the X-Men: Arcade's Revenge
- X-Men
- X-Men 2: Clone Wars
- X-Men: Gamesmaster's legacy
- Marvel Super Heroes
- X-Men: Mojo World
- X-Men vs. Street Fighter
- Marvel Super Heroes vs. Street Fighter
- Marvel vs. Capcom: Clash of Super Heroes
- Marvel vs. Capcom 2: New Age of Heroes
- X-Men: Mutant Wars
- X-Men: Mutant Academy
- X-Men: Mutant Academy 2
- X-Men: Il regno di Apocalisse
- X-Men: Next Dimension
- X-Men Legends
- X-Men Legends II: L'Era di Apocalisse
- X-Men: The Last Stand - Mind Maze
- X-Men 3: The Last Stand
- X-Men: Mutant Reign
- Marvel: La Grande Alleanza
- X-Men: Genetix
- Marvel: La Grande Alleanza 2
- X-Men Origins: Wolverine
- X-Men: Destiny
- Marvel vs. Capcom 3: Fate of Two Worlds
- Marvel vs. Capcom Origins
- Marvel Heroes
- Marvel: Sfida dei campioni
- Marvel Future Fight
- Marvel Strike Force
- Marvel Super War
- Marvel: La Grande Alleanza 3: L'Ordine Nero
- Marvel Duel
- MARVEL World of Heroes